# Julius Hoste
Pour les articles homonymes, voir Julius et Hoste.
Julius Hoste est un journaliste et écrivain belge d'expression néerlandaise né à Tielt le 23 janvier 1848 et décédé à Bruxelles le 28 mars 1933.
Il est le fondateur du journal Het Laatste Nieuws.
La commune de Schaerbeek a donné son nom à une rue.